# Le Train des affamés
Pour plus de détails, voir Fiche technique et Distribution.
Le Train des affamés (Half-Fare Hare) est un court métrage d'animation de la série américaine Merrie Melodies, réalisé par Robert McKimson et sorti le 18 août 1956, qui met en scène Bugs Bunny.